# Heinar Kipphardt
Heinar Kipphardt (Heidersdorf, provincia de Baja Silesia, 8 de marzo de 1922 - Múnich, 18 de noviembre de 1982) fue un escritor y dramaturgo alemán, representante del género "teatro documental".
Perseguido por el nazismo, durante la Segunda Guerra Mundial estuvo prisionero en el campo de concentración de Buchenwald.

## Selección de obras
- 1962: El perro del general
- 1964: El caso Oppenheimer
- 1968: Los soldados (adaptación del original de Jakob Lenz)
- 1977: Marzo, la vida de un artista

## Honores
- 1962: Premio Schiller
- 1965: Premio Grimme